# Mercurios
Mercurios (reinó desde 697 - a aprox. 722) fue el gobernante del reino nubio de Makuria. Se cree que durante su reinado Makuria se anexionó el reino de Nobatia.
De acuerdo con P.L. Shinnie, el primer año del reinado de Merkurios puede datarse por una piedra encontrada en Faras, que data de 707,  el undécimo año de reinado de Merkurios. En 710, Merkurios erigió una inscripción en Taifa, que indica que su reino estaba unido al de Nobatia por aquella fecha.
Juan el diácono, un escrito egipcio escrito alrededor de 768 describió a Merkurios como el «Nuevo Constantino», lo que Shinnie interpreta como una evidencia de que Merkurios desempeñó un papel importante en la iglesia nubia.